# Aung Kyaw Moe

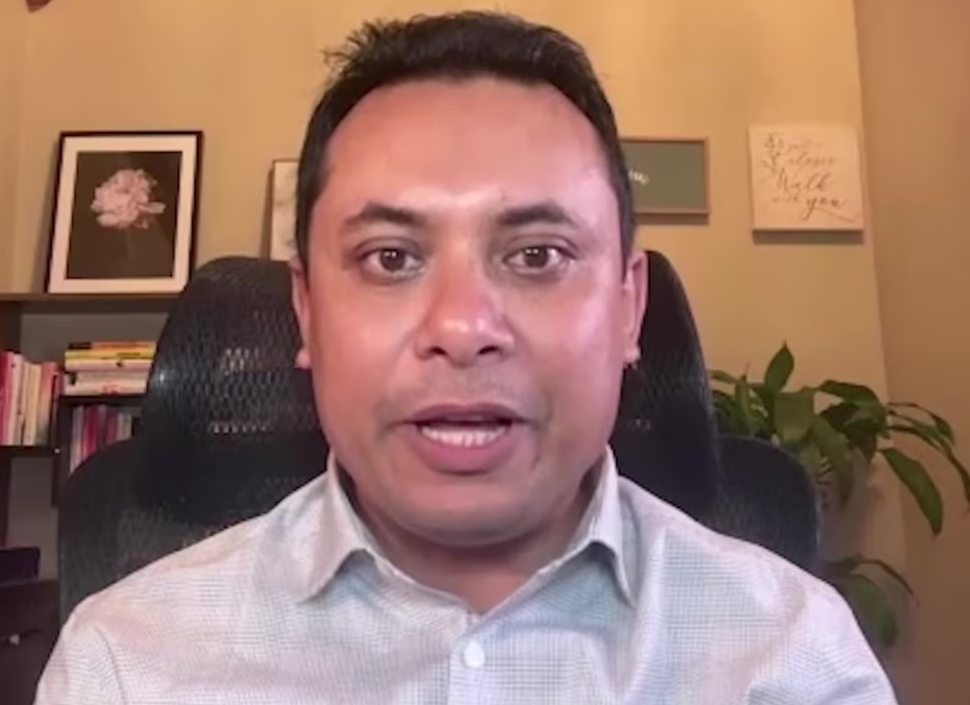
Aung Kyaw Moe (2024)

Aung Kyaw Moe (birmanisch အောင်ကျော်မိုး; * 1973 in Rakhine) ist ein myanmarischer Menschenrechtsaktivist. Er gehört dem Volk der Rohingya an. Seit 2023 ist er stellvertretenden Minister für Menschenrechte der aus dem Untergrund und dem Exil agierenden Nationalen Einheitsregierung (NUG).

## Biographie
Aung Kyaw Moe wurde 1973 in Rakhine geboren und gehört der Minderheit der Rohingya an. Schon früh machte der deshalb Erfahrungen mit Diskriminierung. Er studierte in Rangun, wo er einen Bachelor-Abschluss erwarb. Anschließend schloss er sein Studium an der Deakin University im australischen Melbourne mit einem Master ab. Später nahm er an Führungsprogrammen des United States Institute of Peace und des Dalai Lama Fellowship teil.
Nach mehreren Jahren im Ausland gründete er nach seiner Rückkehr nach Myanmar 2017 das Center for Social Integrity (CSI). das zu einem wesentlichen politischen Akteur wurde, als durch Operationen des Militärs Hunderttausende zur Flucht aus Myanmar gezwungen wurden. Im Jahr 2017 ging das Militär in Myanmar brutal gegen die mehrheitlich muslimische Bevölkerung vor und trieb mehr als 700 000 Rohingya nach Bangladesch. Heute befinden sich dort noch etwa eine Million Rohingya-Flüchtlinge, die in armseligen Lagern mit ungewisser Zukunft gleich hinter der Grenze zu ihrem Heimatstaat Rakhine im Nordwesten Myanmars leben. Die Ablehnung und Verfolgung der Rohingya-Minderheit ist in Myanmar weit verbreitet und tief verwurzelt und geht auf Kriege und Vertreibungen ab dem 17. Jahrhundert zurück. Später führten die postkoloniale religiöse Segregation und Diskriminierung dazu, dass diese Bevölkerung in ihrem eigenen Land als illegale Einwanderer betrachtet wurde. Die Regierung von Birma, wie Myanmar damals noch hieß, stufte sie 1982 offiziell als "Bengali" ein, entzog ihnen die Staatsbürgerschaft und zwang sie seitdem, ohne grundlegende Menschenrechte zu leben.
Während der Wahlsieg von Aung San Suu Kyi 2015 zunächst als dringend benötigte Atempause nach der langen Periode ungerechter Militärregime angesehen wurde, schwieg sie zur Situation der Rohingya. Nach dem von ihr tolerierten gewaltsamen militärischen Vorgehen des Militärs, das mehr als 700.000 Rohingya zur Flucht über die Grenze nach Bangladesch zwang, berichteten viele Flüchtlinge, dass es während der Razzien häufig zu Vergewaltigungen, Folter, Brandstiftung und Mord durch die Sicherheitskräfte Myanmars kam. Dies wurde wegen des Verdachts auf einen Völkermord vor dem Internationalen Gerichtshof in Den Haag 2019 zur Anklage gebracht.
Im selben Jahr rief Aung Kyaw Moe ein Programm zur Ausbildung junger Menschen zu Führungspersönlichkeiten bei der Förderung von Menschenrechten und humanitären Grundsätzen ins Leben. Schwerpunkt seiner Arbeit war der Bundesstaat Rakhine. Durch sein Ausbildungsprogramm bildete sich ein Netzwerk mit verschiedenem ethnischen und religiösen Hintergrund, das die Arbeit auf Gemeinde-Ebene weiterführen sollte.
Im Februar 2021 kam es zum Militärputsch unter General Min Aung Hlaing gegen die demokratisch gewählte Regierung unter Aung San Suu Kyi, die seitdem in Haft ist. Im April 2021 bildete sich die Nationale Einheitsregierung (NUG), die sich seither im Bürgerkrieg mit der Militärjunta befindet. Nach Angaben der Assistance Association for Political Prisoners (AAPP) wurden in den drei Jahren seit dem Putsch 4680 Menschen vom Militär in Myanmar getötet. Im Oktober 2023 startete die Drei-Bruder-Allianz, ein Zusammenschluss bewaffneter ethnischer Gruppen - die Arakan-Armee, die Armee der Nationalen Demokratischen Allianz Myanmars (MNDAA) und die Nationale Befreiungsarmee von Ta’ang (TNLA) - eine Großoffensive.
Das myanmarische Militär bombardierte schwerpunktmäßig Rohingya-Gebiete im Bundesstaat Rakhine. Zeitgleich werden die Rohingya vermehrt zwangsweise in die Armee eingezogen, obwohl sie nicht als Staatsbürger anerkannt sind und seit langem von den Behörden Myanmars, insbesondere dem Militär, verfolgt werden.
Die birmesische Menschenrechtsorganisation Fortify Rights setzt sich für die Rechte der Rohingya ein und erreichte Mitte 2021 bei der NUG, dass Aung Kyaw Moe als Vertreter dieser Volksgruppe zum Berater für Menschenrechte ernannt wurde.
Am 30. Juni 2023 ernannte die Nationale Einheitsregierung (NUG) Aung Kyaw Moe zum stellvertretenden Minister für Menschenrechte und machte ihn damit zum ersten Rohingya in einem Ministeramt.

## Auszeichnungen
- 2019 ehrende Erwähnung im Rahmen des Schuman-Preises der Commission nationale consultative des droits de l’homme (CNCDH) beim französischen Außenministerium[6]
- 2019 Award of the Global Centre for Pluralism für das Center for Social Integrity in Myanmar ausgelobt von der Aga-Khan-Stiftung und der Regierung Kanadas[7]
- 2022 George W. Bush Presidential Center Freedom and Leadership fellowship
- 2022 President Obama’s Leaders - Asia-Pacific Leaders fellowship
- 2022 Dalai Lama Fellowship of the American Institute of Peace[8]
- Tomorrow’s Peacebuilder Award durch Peace Direct
- Ehrenbürgerwürde im texanischen Dallas

## Familie
Aung Kyaw Moe hat seit Jahren keinen Kontakt mehr zu seinen engsten Familienangehörigen, um deren Anonymität und Sicherheit zu gewährleisten. Unbekannte Angreifer ermordeten seinen älteren Bruder Than Myint, einen Apotheker, im Juni 2023 in der Nähe einer Moschee in Yangon. Aung Kyaw Moe glaubt jedoch, dass die Mörder extremistischen Gruppen angehören, die mit der Militärregierung in Verbindung stehen. 2012 war Aung Kyaw Moes Vater verstorben, nachdem er kurz nach der Entlassung aus staatlicher Haft eine Lähmung erlitten hatte.